# Ctenoloculinidae
De Ctenoloculinidae zijn een familie van uitgestorven kreeftachtigen uit de klasse van de Ostracoda (mosselkreeftjes).

## Geslacht
- Ctenoloculina Bassler, 1941 †